# Sunndal
Sunndal is een gemeente gelegen aan het Sunndalsfjord in de provincie Møre og Romsdal in Noorwegen. De gemeente telde 7126 inwoners in januari 2017.
De plaatsen Grøa en Hoelsand maken deel uit van de gemeente.
Omliggende gemeenten zijn Nesset, Oppdal en Surnadal. Dichtstbijzijnde grote stad is Trondheim.

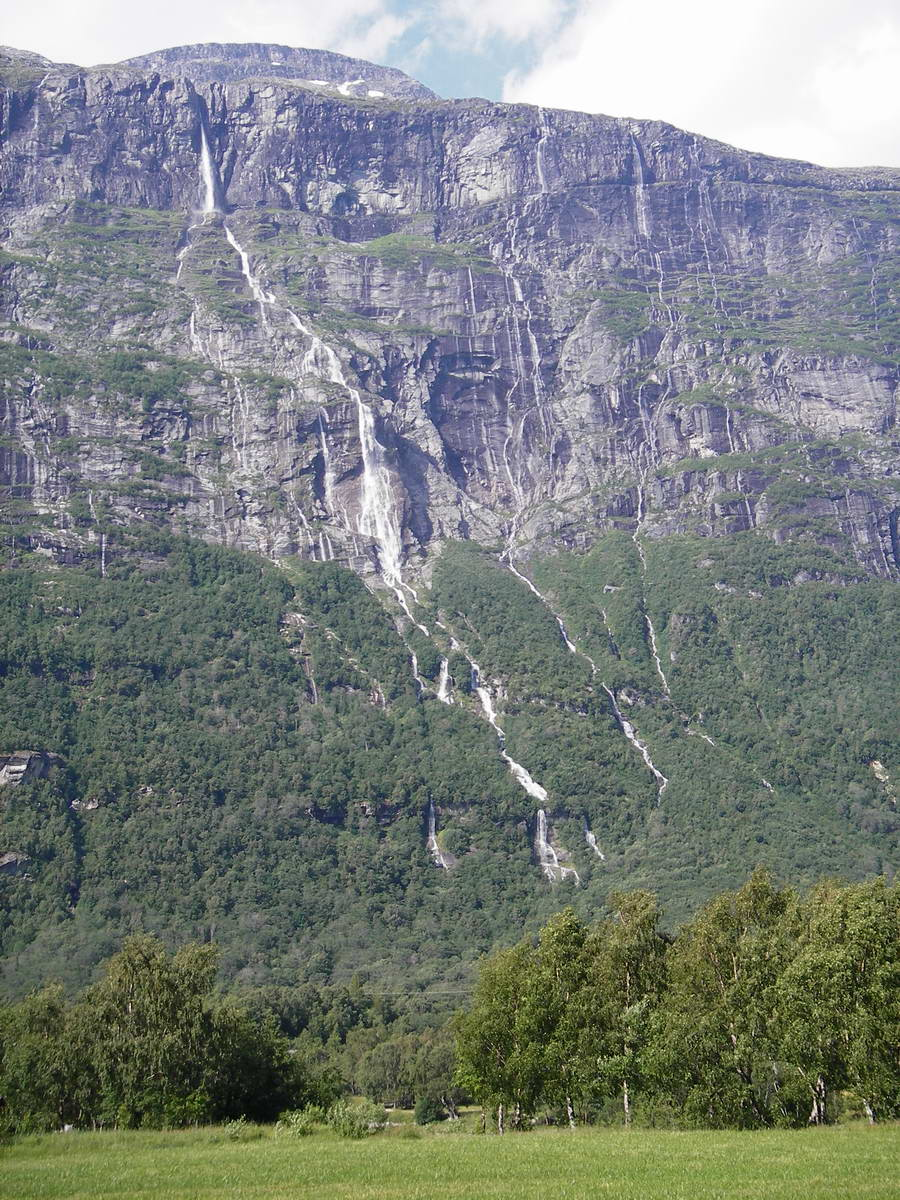
Watervallen, Sunndal, Noorwegen

Ålesund · Aukra · Aure · Averøy ·  Fjord · Giske · Gjemnes · Haram · Hareid · Herøy · Hustadvika · Kristiansund ·  Molde · Ørsta · Rauma · Sande · Smøla · Stranda · Sula · Sunndal · Surnadal · Sykkylven · Tingvoll · Ulstein · Vanylven · Vestnes · Volda

Fylker van Noorwegen